# Sindicalismo participacionista
El sindicalismo participacionista, también referido simplemente como participacionistas, menos conocido también como Nueva Corriente de Opinión, fue un grupo sindical argentino, mayoritariamente de origen peronista pero a la vez partidario de un sindicalismo apolítico, que actuó entre 1966 y 1972, durante la dictadura autodenominada "Revolución Argentina". Los participacionistas surgieron impulsados por Rubens San Sebastián, secretario de Trabajo del régimen militar, y adhirieron al modelo político "participacionista" que propuso el dictador Juan Carlos Onganía, que consistía en la promesa -nunca cumplida- de integrar orgánicamente al Estado a los trabajadores a través de los sindicatos, junto con otros sectores de la vida nacional, como los empresarios, los técnicos y los militares.
La corriente participacionista contó entre sus principales líderes a Juan José Taccone (iniciador de la corriente aunque luego se alejó), José Alonso del vestido, Rogelio Coria (construcción), Adelino Romero (textiles) y Jorge Triaca (plásticos).

## Historia

### Onganía
El 28 de junio de 1966 las Fuerzas Armadas dieron un Golpe de Estado contra el gobierno de Arturo Illia. El golpe fue visto con expectativas positivas por varios sectores del peronismo y el sindicalismo, que venía sufriendo prohibiciones, exilios, persecuciones y represiones desde 1955. En especial el sector conocido como "vandorismo", liderado por el metalúrgico Augusto Vandor, agrupado en las 62 Organizaciones Leales a Perón, que controlaba la CGT, se acercó al gobierno militar, sobre todo a través de Rubens San Sebastián, cuando fue nombrado secretario de Trabajo en octubre de 1966.
El golpe de 1966 fue liderado por el general Juan Carlos Onganía, líder del bando "Azul" ("profesionalista") de las Fuerzas Armadas, que habían vencido tres años antes en el cruento enfrentamiento entre Azules y Colorados, al bando militar ultra-antiperonista. Por esa razón, a diferencia de lo que sucedió con la dictadura de la Revolución Libertadora en  1955, que persiguió al sindicalismo peronista y favoreció las direcciones sindicales radicales y socialistas, en esta oportunidad la dictadura buscó desde un principio aislar al sindicalismo peronista de Perón y seducir a los sindicatos con la promesa de permitirles "participar" en el gobierno, si mantenían un perfil apolítico.
Desde el primer día Perón mandó a Las 62 De Pie (Alonso), a mantener un "apoyo condicionado y prudente, alentando el despegue de la revolución hacia posiciones nacionalistas y populares, sin pedir ventajas para el peronismo, ni aceptar cargo alguno", que conduzca "a un gobierno popular, elegido por la mayoría en elecciones libres". Vandor por su parte, y todo el grupo de las 62 Leales que lideraba, buscó acercarse al gobierno militar, con el objetivo de encontrar apoyo para controlar la CGT, que no había podido ser normalizada desde que él desplazó a Alonso en febrero de 1966. Alonso, pese a las instrucciones de Perón, adhirió entusiastamente "a la Revolución Argentina" y se convertiría en los meses siguientes en uno de los líderes del participacionismo. Juan José Taccone (Luz y Fuerza) sería otro de los dirigentes que se mostraron públicamente entusiasmados con la "Revolución Argentina" desde un principio, para convertirse junto a Alonso en referente principal del participacionismo.

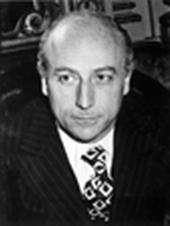
Rubens San Sebastián, secretario de Trabajo de la "Revolución Argentina", promotor del sindicalismo participacionista.

Cuatro meses después del golpe, en octubre de 1966, el secretario de Trabajo Juan Pedro Tamborenea debió renunciar y fue reemplazado por Rubens San Sebastián. San Sebastián, que había sido nombrado como funcionario de planta en el Ministerio de Trabajo por la "Revolución Libertadora", llegaba con un plan de captación del movimiento obrero basado en la ideología "participacionista", tomada de las ideas corporativistas de Onganía, que prometía a los sindicatos "participar" orgánicamente del Estado, a cambio de despolitizarse. El nuevo secretario de Trabajo estaba dispuesto a utilizar todas las facultades del Estado sobre el mundo del trabajo, para obligar a los sindicatos a ponerse bajo las órdenes del gobierno militar, premiando a quienes se sumaran, y castigando a quienes mantuvieran una postura crítica.
El participacionismo sindical se veía como parte de una lucha al interior del gobierno militar, entre el "bando nacionalista" al que decían pertenecer, y el "bando liberal" expresado por la presencia de Adalbert Krieger Vasena como ministro de Economía. Los participacionistas pensaban que en 1968 Onganía despediría a Krieger Vasena y demás exponentes liberales de su gobierno, para ingresar finalmente en la "revolución participacionista". En diciembre de 1967 Taccone definía la postura participacionista en estos términos:

Todos los problemas que afronta el movimiento obrero se deben a la conducción económica oficial, que lleva el país hacia una encrucijada: o la dictadura liberal como paso previo a nuevas elecciones fraudulentas, o la Revolución Nacional con participación del movimiento obrero... En la práctica la participación que el movimiento obrero debería promover consiste en integrar un Consejo Económico y Social, de obreros, militares, técnicos y empresarios.
Juan José Taccone

Al comenzar 1969 el gobierno de Onganía se había fortalecido debido a los buenos resultados macroeconómicos.  El 31 de enero de 1969 Onganía recibió a 46 dirigentes sindicales participacionistas encabezados por Coria (construcción), Alonso (vestido), Félix Pérez (Luz y Fuerza) y Ángel Peralta (SOMU), indicando que a partir de ese momento el gobierno militar sólo trataría con sindicatos que profesen el participacionismo. En esa misma ocasión los participacionistas adoptaron el nombre de "Nueva Corriente de Opinión" (NCO), institucionalizando así al participacionismo como corriente formal, definitivamente separada de las 62 Organizaciones Peronistas y de la conducción de Vandor.
El régimen consideró entonces que era momento de profundizar el proceso. El 28 de marzo Onganía dio un discurso para anunciar que la Revolución Argentina entraba en la etapa "del tiempo social" y la estructuración de un Nuevo Estado basado en los principios del "participacionismo" y del "comunitarismo".
El régimen militar presionó a los sindicatos a definirse claramente por el participacionismo y abandonar otras adscripciones. La decisión de Onganía de priorizar la relación con los participacionistas, distanció a Vandor del gobierno y lo llevó a buscar nuevamente el apoyo de Perón. En abril Perón y Vandor volvieron a reunirse luego de años de enfrentamiento. Dos meses después resultaría asesinado en su propia oficina, por un comando que actuó a cara descubierta, pese a lo cual la investigación judicial fue cerrada sin sospechosos.

### El GAN
El 8 de junio de 1970 Onganía fue derrocado en un golpe de Estado interno, cuando parecía que el gobierno de Onganía se había consolidado y que la oposición política y sindical se encontraba dividida y desmantelada, La anulación del Estado de derecho y la disolución de los partidos políticos, tuvo como consecuencia el surgimiento de un movimiento de tipo insurreccional que se expresó en una gran cantidad de puebladas entre 1969 y 1972 (cordobazos, rosariazos, tucumanazos, etc.), con importante presencia sindical y estudiantil, así como la aparición de varias organizaciones guerrilleras peronistas y marxistas (ERP, Montoneros, FAP, FAR), que se superpuso al movimiento de Resistencia peronista iniciado en 1955 cuando el peronismo fue ilegalizado, y el exilio de Perón, que persistía como una anomalía insoluble en el mapa del poder político argentino. La caída de Onganía, decidida por la cúpula militar, desnudó tanto las dificultades para imponer un régimen autoritario permanente alineado con Estados Unidos, como el fracaso de la política de proscripción del peronismo. La Junta Militar designó entonces al general Roberto Marcelo Levingston, con el fin de buscar abrir una salida electoral controlada por los militares, que legalizara al peronismo pero al mismo tiempo evitara su acceso al poder y el regreso de Perón.
Días después de la caída de Onganía se realizó el Congreso de la CGT para elegir nuevas autoridades. Lorenzo Miguel, nuevo secretario general de la UOM luego del asesinato de Vandor y al mando de las 62 Organizaciones, logró reunir un haz de sindicatos disconformes con el participacionismo, algunos de ellos provenientes de la ya casi inexistente CGT de los Argentinos, para derrotar al participacionismo y elegir al metalúrgico José Ignacio Rucci como secretario general, cuya característica central era su lealtad incondicional a Perón, aún sin conocerlo personalmente. Rucci, apoyado por la UOM conducida por Lorenzo Miguel, le imprimió a la CGT un perfil abiertamente político, orientado al regreso de Perón y a exigir al régimen militar el llamado a elecciones libres y sin proscripciones.
El ascenso del general Alejandro Agustín Lanusse al poder el 26 de marzo de 1971, con su plan de un Gran Acuerdo Nacional (GAN) bajo control militar, fortaleció nuevamente a la Nueva Corriente de Opinión, liderada ahora por Rogelio Coria, enfrentado abiertamente a Rucci. El participacionismo volvía a tomar cuerpo en la "participación" sindical en el GAN, al que Lanusse daba gran importancia, como medio para debilitar al peronismo y muy especialmente a Perón. La prensa llegó a publicar que los días de Rucci al frente de la CGT estaban contados.
Pero la posición de Lanusse se fue debilitando, afectada por la crisis económica, las puebladas insurreccionales, las acciones guerrilleras, y los acuerdos impulsados por Perón con los partidos políticos, la CGT y la CGE. En esas condiciones el participacionismo buscó acercarse nuevamente al peronismo y a las 62 Organizaciones, aunque manteniendo sus vínculos con Lanusse y San Sebastián, operando en apoyo del GAN y en contra de un eventual regreso de Perón.
A fines de 1971, Rucci y Lorenzo Miguel realizan una alianza táctica con Coria y los líderes de la NCO, reincorporándolos a las 62 Organizaciones. La alianza 62-NCO le permitió a Rucci una amplia victoria en el Congreso de la CGT de julio de 1972. Pocos días después la NCO se disolvió y los sindicatos participacionistas -debilitados por el progresivo fortalecimiento del peronismo bajo el liderazgo de Perón- retornaron a las 62 Organizaciones, quedando Coria como líder de la misma.
A partir de julio de 1972 se sucedieron los eventos que finalizaron con el triunfo del peronismo en las elecciones del 11 de marzo de 1973, incluyendo el disruptivo retorno de Perón al país en noviembre de 1972, que consolidó a Rucci como líder del sindicalismo argentino. Coria y los participacionistas siguieron operando con Lanusse y el GAN, y se opusieron frontalmente a Perón, en relación a la candidatura presidencial de Héctor J. Cámpora, así como el reconocimiento de la Juventud peronista como cuarta rama del movimiento, sumándose a las ramas sindical, femenina y política.

### Defenestración de Coria
En enero de 1973 Perón defenestró públicamente a Coria, que se vio obligado a renunciar a la UOCRA y a las 62 Organizaciones, quedando así finalmente desarticulado el participacionismo. El 25 de septiembre de 1973 fue asesinado Rucci y el 22 de marzo de 1974 fue asesinado Coria. Para entonces la "ideología" participacionista era un hecho del pasado, en tanto que los sindicalistas participacionistas tendieron a volver a la postura original del vandorismo, condensada en la consigna "golpear y negociar".

### Dirigentes participacionistas
Otros dirigentes participacionistas fueron Isaac Negrete (cuero), Ángel Peralta (vitivinícolas), Jorge Spinelli (espectáculo público), José Acosta (hielo), Estanislao Rosales (aceiteros), Alfredo Norese (madereros), Félix Pérez (Luz y Fuerza), Juan Carlos Loholaberry (textil), Martín Apicella (canillitas), Manuel Damiano (prensa), Walter Smith (viajantes de comercio).